# Spolek Slováků v Polsku
Spolek Slováků v Polsku (slovensky Spolok Slovákov v Polsku, polsky Towarzystwo Słowaków w Polsce) je organizací zastupující zájmy slovenské národnostní menšiny v Polské republice. Působí při ní i tzv. Český klub, jenž zastupuje polské Čechy.
Spolek vydává měsíčník Život, řídí vlastní tiskárnu a řadu kulturních středisek v polských částech Oravy a Spiše, kde žijí téměř všichni členové menšiny. Zabývá se také pořádáním kulturních akcí, jako např. Dny slovenské kultury (každoročne v červenci). Sídlí v Krakově, v ulici św. Filipa č. 7. Vznikl v roce 1957 pod názvem Sociálně-kulturní společnost Čechů a Slováků v Polsku; nynější název nese od roku 1996. Současným předsedou spolku je Józef Ciągwa (Jozef Čongva).
Spolek dnes čítá zhruba 4 000 osob, i když ve sčítání lidu v roce 2002 se ke slovenské národností přihlásilo pouze 1 710 polských občanů. Podle spolku Slováci na Oravě a Spiši jsou mnohém početnější, než vyplývá z oficiálních údajů – odhady mluví dokonce o 47 tisících.